# Echt (band)
Echt was een Duitse popgroep uit Flensburg die in 1997 opgericht werd. Met het nummer Du trägst keine Liebe in dir hadden ze in 1999 groot succes. In 2002 ging de band uit elkaar.

## Geschiedenis
De leden van Echt leerden elkaar kennen op school en begonnen hun carrière als de schoolband Seven up aan de Kurt-Tucholsky-Schule (KTS) in Flensburg. De bezetting bleef altijd onveranderd.
De opheffing van de band begon met de publicatie van het album Recorder waarvoor ze alle nummers zelf geschreven hadden. De verkoopsaantallen bleven onder de verwachtingen en de kaartverkoop voor de tour ging ook niet snel, waardoor het tweede deel van de tour afgezegd werd. Het uit het jaar 2001 stammende laatste project van de band heet Stehengeblieben. Een eerder aangekondigd album voor 2002 kwam niet meer uit; eind 2002 werd de opheffing van de band bekendgemaakt.

## Trivia
- In de zomer van 2000 nam de band het nummer Junimond van Rio Reiser op als coverversie; het diende als soundtrack voor de film Crazy met Robert Stadlober en Tom Schilling in de hoofdrollen.
- Kim Frank voerde een hoofdrol uit in de film NVA van Leander Haußmann die in 2005 in de bioscopen kwam.

## Discografie

### Singles
| Jaar | Single                       | DE | AT | CH |
| ---- | ---------------------------- | -- | -- | -- |
| 1998 | Alles wird sich ändern       | 55 | 36 | -  |
| 1998 | Wir haben's getan            | 23 | 17 | -  |
| 1998 | Wo bist du jetzt             | 20 | 22 | 29 |
| 1999 | Fort von mir                 | 30 | -  | -  |
| 1999 | Du trägst keine Liebe in dir | 7  | 10 | 17 |
| 2000 | Weinst du?                   | 7  | 15 | 11 |
| 2000 | Junimond                     | 12 | 29 | 37 |
| 2000 | 2010                         | 88 | -  | -  |
| 2001 | Wie geht es dir so?          | 55 | -  | -  |
| 2001 | Stehengeblieben              | -  | -  | -  |

### Albums
| Jaar | Single             | DE | AT | CH |
| ---- | ------------------ | -- | -- | -- |
| 1998 | Echt               | 5  | 16 | -  |
| 1999 | Live bei Overdrive | -  | -  | -  |
| 1999 | Freischwimmer      | 1  | 6  | 9  |
| 2001 | Recorder           | 21 | 59 | -  |

### Dvd's
- 2000: Crazy Platinum Edition (met 6 live-video's, de making-of van Junimond en de gelijknamige videoclip)

## Prijzen
- 1999 - Gouden plaat
  - 1x goud voor Freischwimmer (album)
  - 1x goud voor Du trägst keine Liebe in dir (single)
- 2000 - Bambi
- 2000 - Goldene Europa (Groep van het jaar)